# Spargania nigrirubrata
Spargania nigrirubrata là một loài bướm đêm trong họ Geometridae.